# Лопушное (Лопушненская сельская община)

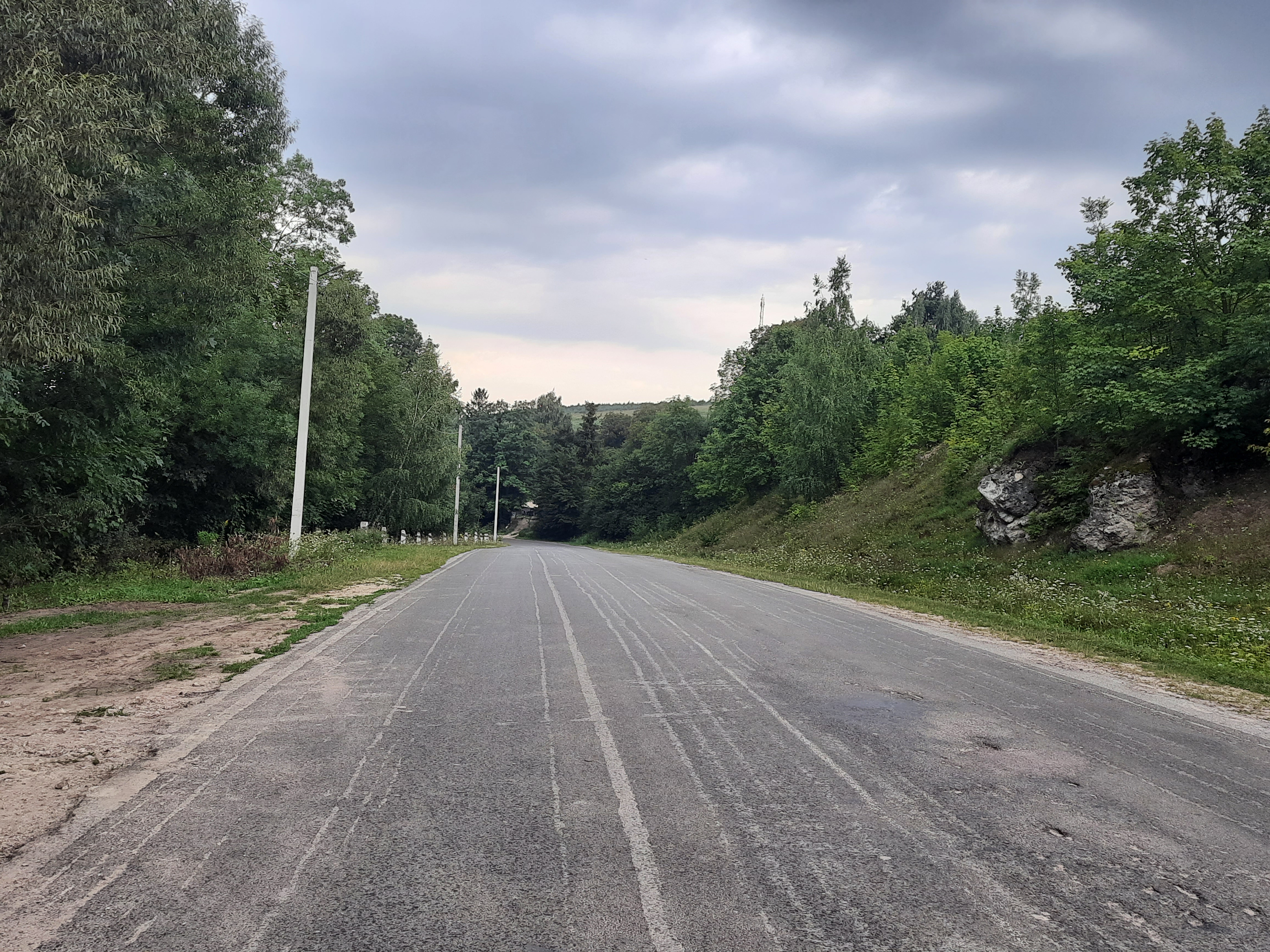
Въезд в село Лопушное

Лопушное (укр. Лопушне) — село в Кременецком районе Тернопольской области Украины. Административный центр Лопушненской сельской общины.
Код КОАТУУ — 6123484401. Население по переписи 2001 года составляло 743 человека.

## Географическое положение
Село Лопушное находится в 2-х км от правого берега реки Иква, на расстоянии в 1,5 км от села Ростоки. Рядом проходит автомобильная дорога Т-2013.

## История
- 1403 год — дата основания.

## Известные уроженцы
В селе родился Максим Бойко (1912—1998) — библиотекарь, библиограф, публицист, историк.

## Объекты социальной сферы
- Школа.
- Клуб.
- Фельдшерско-акушерский пункт.
- Почтовое отделение.
- Библиотека.

## Достопримечательности
- Братская могила советских воинов.
- Свято-покровская церковь.
- Братская могила воинов УПА, перезахороненных в 90-х годах на сельском кладбище.